# تقاطع أينشتاين

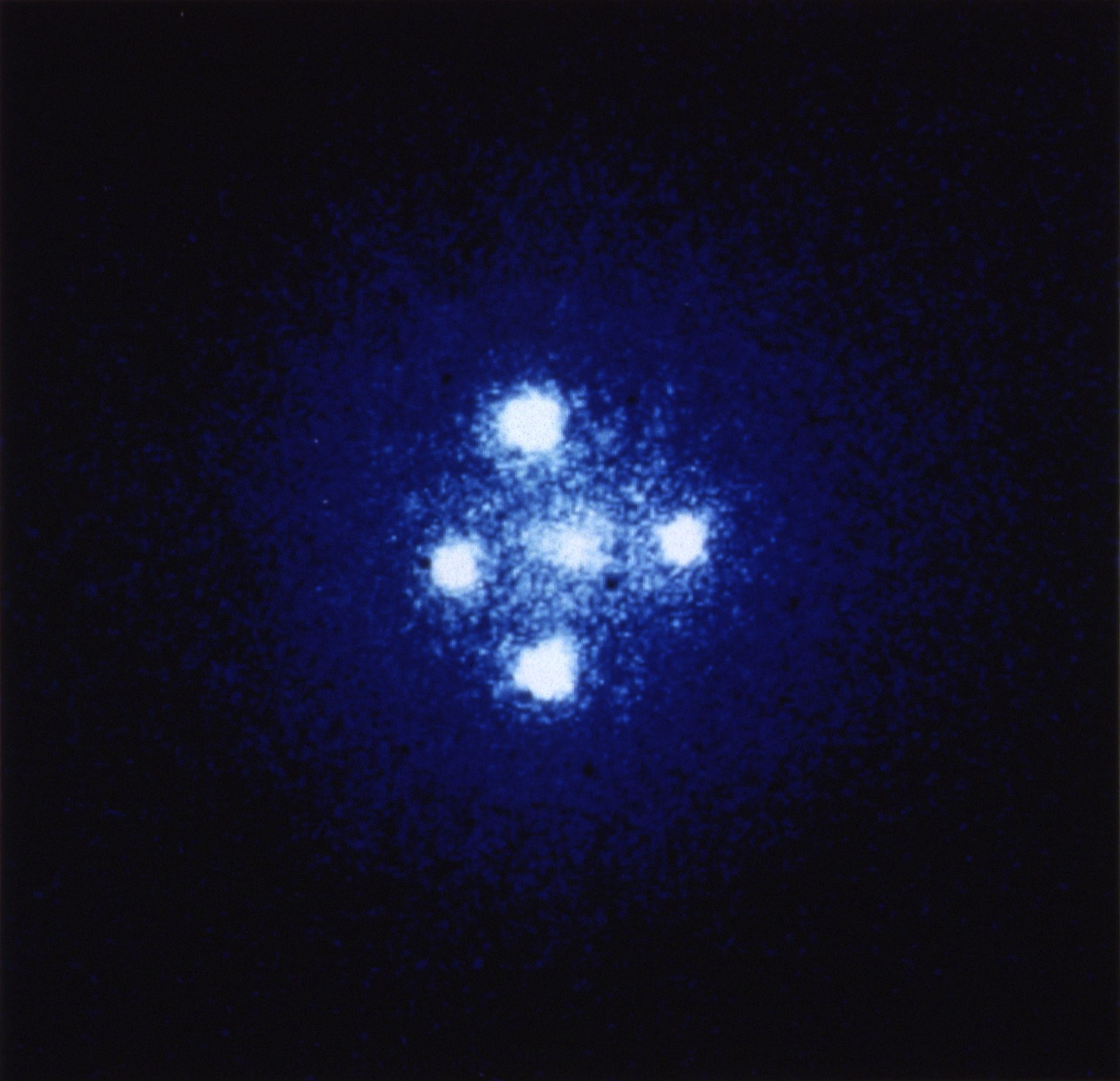
تقاطع آينشتاين

تقاطع آينشتاين (بالإنجليزية: Einstein Cross)‏} يُرمز له بالرمز Q2237+030 أو QSO 2237+0305 هو عدسة جاذبية النَّجم الزائف يشتمل هذا التقاطع على أربعة صور متماثلة لنفس النجم الزائف بالإضافة إلى واحد في الوسط ولكنه خافت اللون، يتواجد حول مقدمة المجرَّة بسبب قوة العدسة التجاذبية.
يُرى النجم الزائف نجم زائف QSO 2237 + 0305 من الأرض خلف قلب مجرة على بعد 400 مليون سنة ضوئية ، والتي تعمل كعدسة جاذبية وتعرف باسم عدسة "Huchra " (على اسم مكتشفها [جون هوشرا]). تـٌنتج عدسة الجاذبية أربع صور ساطعة متشابهة على شكل تقاطع مع نواة المجرة في المركز. يبعد الكوازار (النجم الزائف) المُصوَّر حوالي ثمانية بلايين سنة ضوئية من الأرض. الصور المنعكسة لصليب أينشتاين عن طريق الكوازار لها مسافة ظاهرة (حلقة أينشتاين) تبلغ 1.6 ثانية قوسية .
الأجرام الكونية من هذا النوع نادرة ولا يمكن اكتشافها في البداية إلا من خلال مراقبة الأشياء الفردية بعناية. منذ اكتشاف هذا الجرم الكوني تم العثور على حوالي 50 جرم آخر من هذا النوع. في 7 أبريل 2021 تم إصدار تقرير باثني عشر جسمًا آخر تم الكشف عنها بواسطة مهمة جايا وأكدتها مشاهدات أخرى باستخدام التلسكوبات. باستخدام الفهارس من غايا ، سيكون من الممكن العثور على مئات أخرى من هذه الأجرام باستخدام الذكاء الاصطناعي من المعلومات حول الأطياف. تعد هذه اللأجرام بتقديم مزيد من المعلومات حول المادة المظلمة.